# Cmentarz wojenny nr 211 – Siedlec
Cmentarz wojenny nr 211 – Siedlec – austriacki cmentarz wojenny z okresu I wojny światowej znajdujący się we wsi Siedlec w województwie małopolskim, w powiecie tarnowskim, w gminie Radłów. Jest jednym z 400 zachodniogalicyjskich cmentarzy wojennych zbudowanych przez Oddział Grobów Wojennych C. i K. Komendantury Wojskowej w Krakowie. W VIII okręgu brzeskim cmentarzy tych jest 52.

## Opis cmentarza
Znajduje się na cmentarzu parafialnym.  Jego projektantem był Robert Motka. Jest to niewielki cmentarz zbudowany na planie prostokąta. Posiada ogrodzenie w postaci betonowych podmurówek i profilowanych betonowych słupków, między którymi rozpięto ażurowe metalowe segmenty. Wejście przez jednoskrzydłową metalową furtkę. Centralnym pomnikiem jest znajdujący się na środku cmentarza wysoki metalowy krzyż łaciński o ażurowej konstrukcji. Na boku przeciwległym do furtki wejściowej są trzy stojące na betonowym cokole mniejsze krzyże metalowe, również o ażurowej konstrukcji. Każdy z nich jest inny – upamiętniają one żołnierzy trzech walczących z sobą armii. Najwyższy z nich, środkowy, stojący na najwyższym i innego kształtu cokole to krzyż łaciński. Po jego bokach dwa mniejsze krzyże na innej konstrukcji, identycznych cokołach; jeden z nich to krzyż austriacki, drugi lotaryński. Posiadają blaszane tabliczki. Po bokach ustawiono na zbiorowych mogiłach dwie betonowe stele. W ich środkowej części znajduje się betonowy krzyż lotaryński i tabliczka, z której wynika, że w każdym z tych grobów pochowano po 4 żołnierzy. Ich nazwiska są jednak nieznane. 

## Losy cmentarza
Wykonano generalny remont cmentarza. Metalowe ogrodzenie jest wykonane współcześnie, takie same metalowe segmenty ma również ogrodzenie cmentarza parafialnego. Dwa rosnące na cmentarzu duże drzewa zasadzone zostały podczas budowy cmentarza, żywotniki przy pomniku centralnym zasadzone zostały później. Również centralny metalowy krzyż wykonany jest współcześnie. Obok cmentarza znajduje się pomnik upamiętniający mieszkańców wsi poległych podczas I wojny światowej. Cmentarz jest pielęgnowany i jest w bardzo dobrym stanie.

## Polegli
Pochowano tutaj 1 żołnierza armii niemieckiej oraz 26 żołnierzy armii rosyjskiej. Z nazwiska znany jest tylko żołnierz armii niemieckiej – Peter Lippert. Zginął 4 maja 1915 r., a więc podczas wielkiej ofensywy sprzymierzonych wojsk austriacko-niemieckiej, znanej jako bitwa pod Gorlicami.

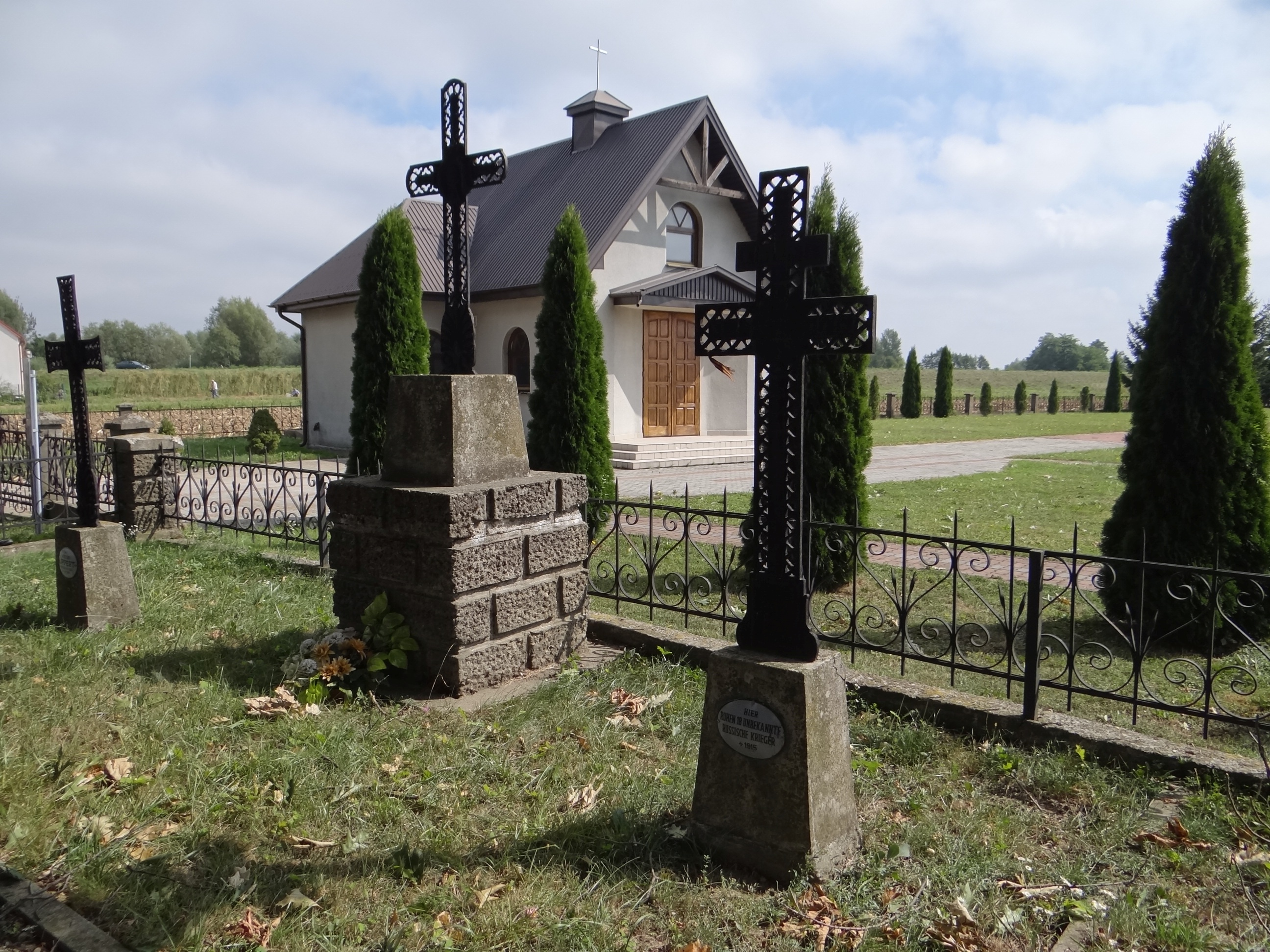
Trzy krzyże na cokołach
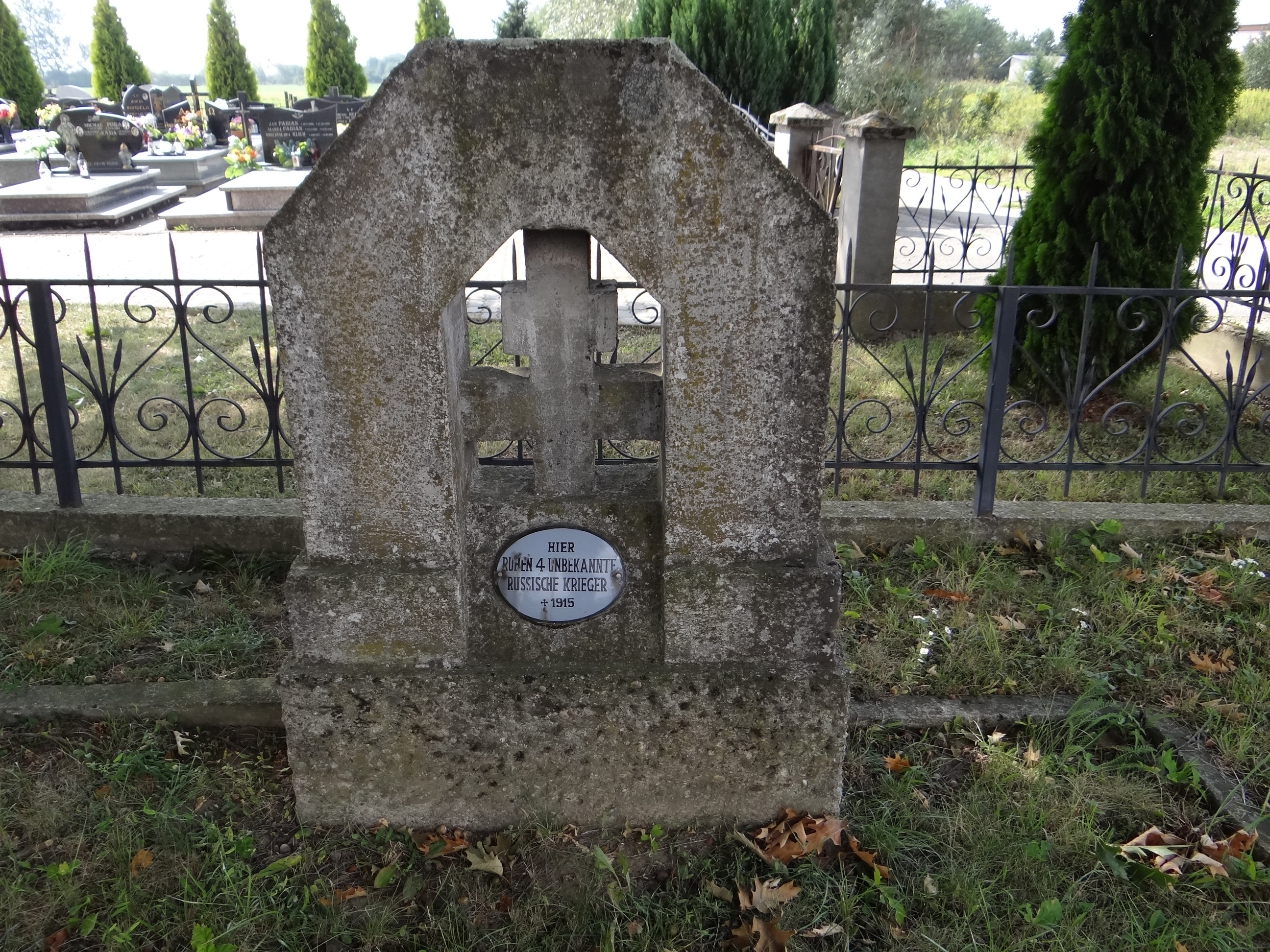
Jedna ze stel
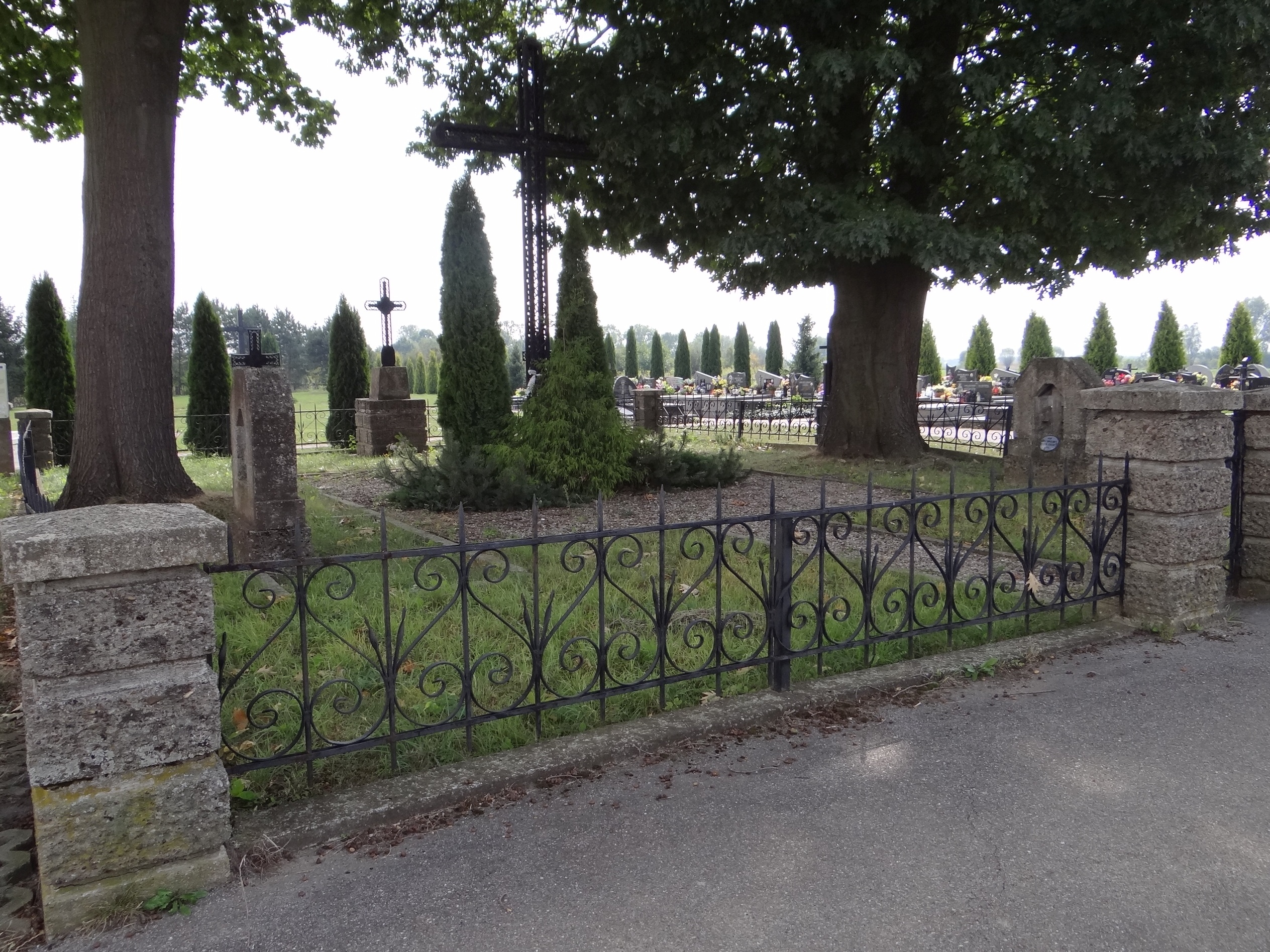
Ogólny widok